# Veit Thomas
Veit Thomas (* 15. März 1958 in Wuppertal) ist ein deutscher Philosoph.

## Werdegang
Thomas studierte an der Universität Münster Philosophie, Geschichte und Literaturwissenschaft und promovierte dort anschließend bei Wolfgang H. Pleger und Volker Gerhardt. An der Musikhochschule Westfalen-Lippe schloss er 1985 parallel ein Studium als Diplom-Musiker ab. Von der Universität Kassel erhielt er für sein Buch „Würde und Verhältnismäßigkeit“ das Zertifikat einer 'habilitationsadäquaten Leistung‘.
Thomas übte Lehrtätigkeiten in Wirtschafts- und Sozialphilosophie an den Fachhochschulen Dortmund, Frankfurt/M., Neubrandenburg und der Universität Münster aus. Außerdem lehrte er Rechtsphilosophie an der Alanus Hochschule für Kunst und Gesellschaft und Fachdidaktik an der Universität zu Köln. Er nahm am interdisziplinären Forschungsprojekt der Universität Salzburg „Ethik transdisziplinär“ bei Michael Fischer teil. Von 1993 bis 1994 lebte er in Frankreich.

## Werke
- Die Bedeutung des Leidens für den Menschen. Nietzsches Konzept einer tragischen Moderne, Frankfurt/M. 1988, ISBN 3-8204-1431-2
- Das Recht auf Erde. Die wirtschaftsethische Konsequenz der Menschenrechte, Hamburg/Münster 1994, ISBN 3-89473-824-3
- Würde und Verhältnismäßigkeit. Grundbegriffe der Zivilisierung wirtschaftspolitischen Handelns, Münster/Hamburg/Berlin/Wien 2007, ISBN 978-3-8258-9783-3
- Gott ist ein Kind. Ein kulturpädagogischer Versuch in 59 Thesen, Münster/Hamburg/Berlin/Wien 2015, ISBN 978-3-643-12918-5
- Anatomie der konservativen Destruktivität. Eine leidens- und kulturtheoretische Studie zum Konservativen Charakter, Berlin 2019, ISBN 978-3-643-14429-4
- Theorie des Rechts auf Eigentum. Vom Herrschaftsinstitut zum lebensdienlichen Weltgrundrecht, Berlin 2022, ISBN 978-3-643-15273-2

Weitere Veröffentlichungen:
- Der Menschheit Würde – Der Leidenschaften wilder Drang. Ein Vortrag zur Philosophie des Friedens. Jubiläumsveranstaltung vom 7. Nov. 1998 im Stadttheater Münster, Hamburg/Münster 1998
- Würde als absoluter und relationaler Begriff. In: Archiv für Rechts- und Sozialphilosophie, Archiv für Rechts- und Sozialphilosophie, ARSP, IV 2001
- Lernfeld „Ethik“. In: Schneider, K., Brinker-Meyendriesch, E., Schneider, A.: Pflegepädagogik, Springer 2003, S. 245–267, 2. Aufl. 2005, ISBN 3-540-41870-9
- Die menschen- und verfassungsrechtliche Zivilisierung der Ökonomie. In: Fischer, Michael u. Kurt Seelmann (Hg.): Ethik im transdisziplinären Sprachgebrauch, Band 8, Frankfurt/M. 2008, S. 331–348, ISBN 978-3-631-56774-6
- Der Zweck allen Rechts als Schrankenbestimmungen intraspezifischer Kämpfe. In: Wöhle, Claudia B., Silvia Augeneder und Sabine Urnik (Hg.): Rechtsphilosophie. Vom Grundlagenfach zur Transdisziplinarität in den Rechts-, Wirtschafts- und Sozialwissenschaften. Festschrift für Michael Fischer, Frankfurt 2010, S. 77–92, ISBN 978-3-631-60231-7
- Der verliehene Zorn. Philosophischer Roman, Hamburg/Münster 1997, ISBN 3-8258-3515-4